# 옹진반도

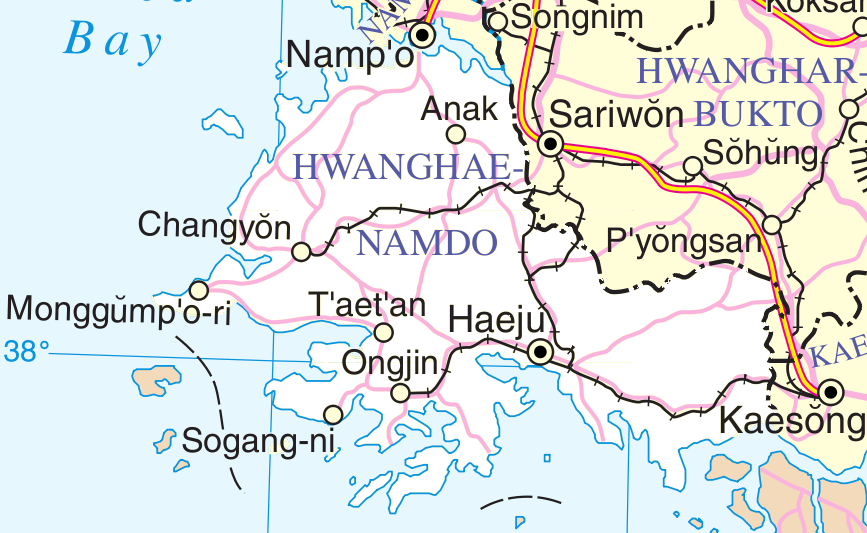
옹진반도와 그 부근의 지도

옹진반도(甕津半島)는 황해남도의 남서부에서 황해로 뻗어 있는 반도(半島)로, 멸악산맥의 줄기가 황해에서 침강해 해안선이 복잡한 리아스식 해안으로 되어 있다.

## 지형
복잡한 리아스식 해안을 이루고 있다. 옹진반도는 다시 3개의 반도로 구분할 수 있는데, 서쪽을 읍저반도(邑底半島), 중앙을 마산반도(馬山半島), 동쪽을 강령반도(康翎半島)라고 부른다. 옹진반도의 부속 섬으로 순위도(巡威島), 용호도(龍湖島), 기린도(麒麟島), 창린도(昌麟島), 어화도(漁化島) 등이 있다.

## 행정 구역
1945년 광복 당시에는 행정 구역상 황해도 옹진군 및 벽성군 송림면·동강면·해남면의 관할구역이었다. 38선 이남에 위치하고 있어서 같은 해 9월 2일 그 전역이 대한민국의 경기도에 편입되었다가, 한국 전쟁 이후 모두 군사분계선 이북 지역으로 변경돼 조선민주주의인민공화국 관할이 되었다. 현재는 황해남도 옹진군 및 강령군이 위치하고 있다.

## 같이 보기
- 옹진반도 전투